# Etxaguen (Zigoitia)
Pour les articles homonymes, voir Etxaguen.
Etxaguen est une commune ou une contrée appartenant à la municipalité de Zigoitia dans la province d'Alava, située dans la Communauté autonome basque en Espagne.